# 코니시 마나미
코니시 마나미(일본어: 小西 真奈美 고니시 마나미[*], 1978년 10월 27일 ~)는 일본의 배우이자 패션 모델, 가수이다. 후지키 가즈에(일본어: 藤木 一恵)란 이름으로 가수 활동을 하기도 했으며, 가고시마현 센다이 시 (현: 사쓰마센다이시) 출신이다. 소속사는 카타마란이다.

## 내력
첫 출연한 영화 《아미다도 소식》 (2002년)에서 난치병에 걸린 소녀 역을 연기하며 2002년 제48회 키네마 준보 신인여배우상 및 제45회 블루리본상 신인상, 2003년 제26회 일본 아카데미상 신인배우상을 수상했다.
2006년 가가와현의 사누키 우동을 주제로 한 영화 《우동》에서 유스케 산타마리아와 함께 주연을 맡았다.
2007년에는 TBS 드라마 《반짝반짝 연수의》로 연속 드라마 첫 주연을 맡게 됐으며, 배역에 맞는 분장을 위해 데뷔 후 처음으로 쇼트컷을 했다.
2008년 3월 19일, 영화 《스위트 레인: 사신의 정도》의 주제가 〈Sunny Day로〉를 극중 배역인 후지키 가즈에란 이름으로 발매했으며, 싱글이 오리콘 차트 10위를 기록했다. 2009년 영화 《논짱 도시락》으로 마이니치 영화상 여우주연상을 수상했다.

## 출연

### 드라마
- 2001년 《하얀 그림자》
- 2001년 《신 별의 금화》
- 2001년 《안티크~서양골동양과자점~》
- 2002년 《성형미인》
- 2002년 《천체관측》
- 2003년 《핫 맨》
- 2003년 《나만의 마돈나》
- 2004년 《오렌지 데이즈》
- 2005년 《루리의 섬》
- 2005년 《반짝반짝 연수의》
- 2008년 《내일의 키타 요시오》
- 2008년 《소아구명》
- 2009년 《보스》
- 2010년 《마크스의 산》
- 2011년 《팀 바티스타 수술팀의 영광 3》
- 2012년 《스텝 파더 스텝》
- 2014년 《먹고 자는 두사람 함께 사는 두사람》
- 2014년 《N을 위하여》

### 영화
- 2000년 《결혼 시뮬레이터》
- 2002년 《아미다도 소식》
- 2003년 《블루(영어판)》
- 2003년 《춤추는 대수사선 2》
- 2004년 드라마 W 《연애사진》
- 2004년 《스팀보이》
- 2005년 《우리개 이야기》
- 2006년 《우동》
- 2006년 《천사의 알》
- 2006년 《칠드런》
- 2006년 《내 머리속의 지우개》 (후지 TV 방송판 더빙)
- 2007년 《절규》
- 2008년 《스위트 레인: 사신의 정도》
- 2009년 《논짱 도시락》
- 2010년 《사루록 더 무비》
- 2010년 《도시의 이방인》
- 2010년 《슈얼리 섬데이》
- 2011년 《도쿄 공원》
- 2011년 《반지를 끼워주고 싶다》
- 2012년 《수프》
- 2017년 《미드나잇 버스》 - 후루이 시호 역
- 2019년 《데이 앤 나잇》 - 도모코 역